# Dirk Schäferstraat

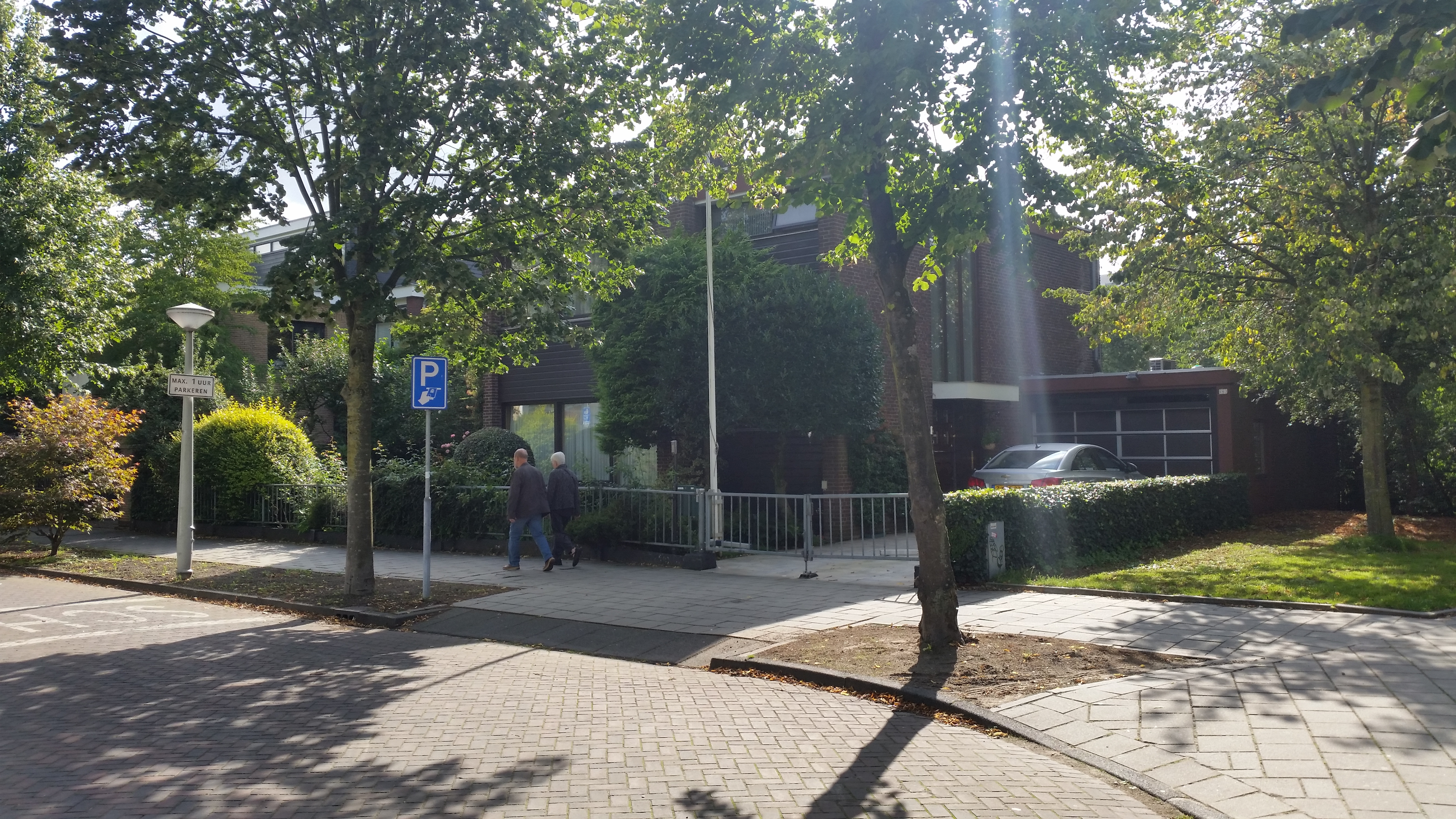
Dirk Schäferstraat 63 (augustus 2019)

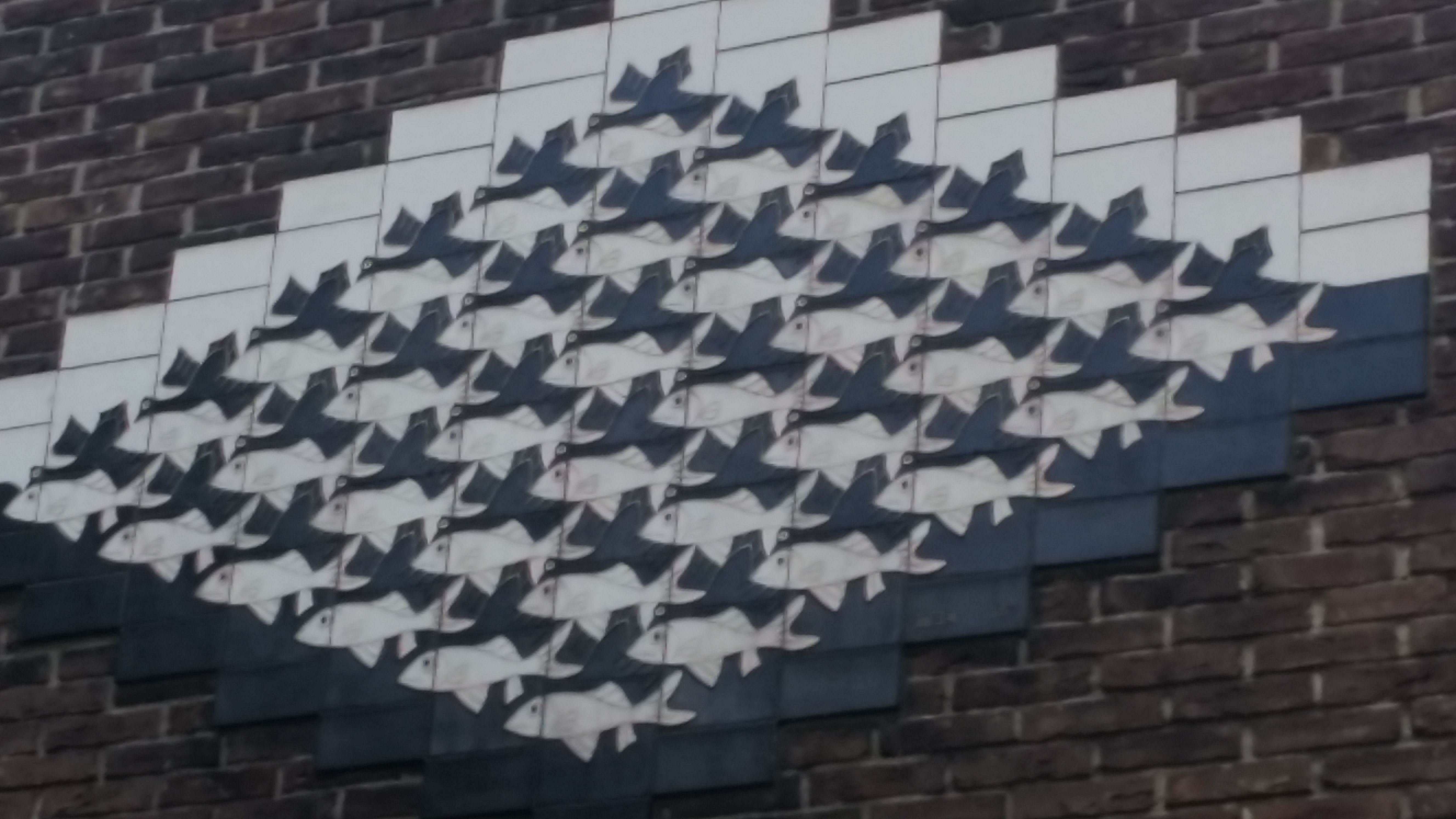
Vogels en vissen van M.C. Escher (augustus 2019)

De Dirk Schäferstraat is een straat in Amsterdam-Zuid.

## Geschiedenis en ligging
De straat in de Prinses Irenebuurt kreeg per raadsbesluit van 1 februari 1956 haar naam, een vernoeming naar pianist Dirk Schäfer. Meerdere straten in de buurt werden naar musici vernoemd. De straat is een van de weinige straten die een T-vorm hebben, de straat eindigt zo in het westen op zichzelf. De straat begint in het oosten aan de Dina Appeldoornstraat, vernoemd naar zangeres Dina Appeldoorn en loopt westwaarts. Na ongeveer 50 buigt de straat naar het noorden en zuiden af. 
Ook andere steden (Deventer, Haarlem en Vlaardingen) hebben straten naar Dirk Schäfer vernoemd.

## Gebouwen
De straat kent alleen oneven huisnummers. De bebouwing valt in twee soorten uiteen:
- het flatgebouw met huisnummers 1- 27, valt onder het rijksmonument Warnersblokken, eenvoudige laagbouwflats; achtergevels staan aan de Fred. Roeskestraat
- voor de eenvoudige laagbouwflat met de huisnummers 29-55 geldt hetzelfde
- de huisnummers 57 tot en met 63 zijn stadsvilla’s, waarvan
  - huisnummer 57 ontworpen is door J.J. van der Linden
  - huisnummer 59 ontworpen is door Lau Peters
  - huisnummer 63 ontworpen is door  G. Zwart jr.

Daar waar de even huisnummers hadden moeten staan, staan de achtergevels van de Warnersblokken aan de Johannes Worpstraat.

## Kunst in openbare ruimte
De Warnersblokken werden opgefleurd met kleurvlakken van Joseph Ongenae. In oorsprong waren het gekleurde gevelplaten, bij renovatie (is een deel ervan) vervangen door platen met folie, waarbij de kleurvoering van Ongenae een andere rangschikking kregen, maar ook was de kleur niet meer de oorspronkelijke. Desalniettemin bleven het rijksmonumenten. Een ander kunstwerk is een tegeltableau van Maurits Escher aan de gevel van huisnummer 59. Het werk laat de overgang van vogels naar vissen en omgekeerd zien. Het dateert uit 1960 en is uitgevoerd in cloisonné-techniek, gefabriceerd bij De Porceleyne Fles.